# Ken Mulhearn
Kenneth John Mulhearn (Liverpool, 1945. október 16. – 2018. március 13.) angol labdarúgó, kapus.

## Pályafutása
1964 és 1967 között a Stockport County, 1967 és 1971 között a Manchester City labdarúgója volt. A Cityvel bajnoki címet és angol kupa-győzelmet szerzett. 1971 és 1980 között a Shrewsbury Town, 1980 és 1982 között a Crewe Alexandra kapusa volt.

## Sikerei, díjai
Manchester City
- Angol bajnokság (First Division)
  - bajnok: 1967–68
- Angol kupa (FA Cup)
  - győztes: 1969
- Angol szuperkupa (FA Charity Shield)
  - győztes: 1968